# Đương lượng nổ
Đương lượng nổ (tiếng Anh: TNT equivalent) là phương pháp đo năng lượng giải phóng từ vụ nổ. Tấn (ton) TNT được dùng là đơn vị năng lượng, tương đương với năng lượng giải phóng khi kích nổ một triệu tấn thuốc nổ TNT.
Kiloton hoặc megaton là cách gọi ngắn gọn của đương lượng nổ 1.000 tấn TNT hoặc 1 triệu tấn TNT, thường được dùng để chỉ đương lượng nổ của vũ khí hạt nhân khi so sánh với sức tàn phá của thuốc nổ thông thường.Với một số người, đơn vị năng lượng này còn được dùng để thể hiện mức năng lượng giải phóng từ các sự kiện có tính phá hủy khác như va chạm thiên thạch, động đất, v.v..

## Giá trị
Một gram TNT giải phóng 980-1.100 calo. Để định nghĩa một tấn TNT đương lượng nổ, ta lấy tiêu chuẩn là:
Trên đây là định nghĩa phổ biến. Năng lượng nổ thông thường được tính toán bằng năng lượng nhiệt động học của vụ nổ. Thí nghiệm trên nhiều vụ nổ TNT, lượng khí bung ra được đo chính xác là 1.120 cal/gram và tính toán lý thuyết thì là 1.160 cal/gram.
Đo lượng nhiệt phát ra của một gram TNT thì chỉ là 652 cal nhiệt hóa, tương đương 2.724 J, nhưng giá trị này không quan trọng để tính toán tác động sức nổ.
| Khối lượng TNT         | Ký hiệu | Đương lượng nổ          | Ký hiệu | Năng lượng      |
| ---------------------- | ------- | ----------------------- | ------- | --------------- |
| gram TNT               | g       | microton (TNT)          | μT      | 4,1868 × 103 J  |
| kilogram TNT           | kg      | milliton (TNT)          | mT      | 4,1868 × 106 J  |
| megagram/tấn TNT       | Mg      | ton (TNT)               | t       | 4,1868 × 109 J  |
| gigagram/nghìn tấn TNT | Gg      | kiloton (TNT)           | kt      | 4,1868 × 1012 J |
| teragram/triệu tấn TNT | Tg      | megaton/triệu tấn (TNT) | Mt      | 4,1868 × 1015 J |
| petagram/tỷ tấn TNT    | Pg      | gigaton/tỷ tấn (TNT)    | Gt      | 4,1868 × 1018 J |

## Ví dụ

### Kiloton

#### Megaton
Một megaton là lượng năng lượng rất lớn. Quả bom nguyên tử thả xuống Hiroshima ngày 06/08/1945 có đương lượng nổ 13 kiloton (~ 8,4 x 1013 J). Đầu đạn hạt nhân hiện đại có đương lượng nổ trong khoảng 100 kiloton (kt) đến 20 megaton (Mt). Quả bom lớn nhất từng được nổ (thử nghiệm) là quả bom Sa Hoàng có sức nổ 50 Mt.